# Matematická struktura
Matematická struktura je množina spolu s dodatečnou informací, například algebraickými operacemi, relacemi apod. Hovoříme o nosné množině vybavené strukturou. 
Typickou matematickou strukturou je poset, metrický prostor, graf, a všechny algebraické struktury jako vektorový prostor, monoid, grupa, těleso, svaz či Booleova algebra. Dále topologický prostor, varieta, ultrafiltr, kategorie atd. Příkladem množiny s komplexnější strukturou je normovaný prostor (např. unitární nebo Hilbertův prostor) nebo Lieova grupa.
Matematické struktury jsou zaváděny proto, aby bylo možno studovat mnoho různých matematických objektů naráz, zavádět jednotnou terminologii a snáze předvídat a dokazovat jejich vlastnosti. Například je-li jakékoli tvrzení dokázáno pro každý vektorový prostor, není již nutné je dokazovat zvlášť pro vektory v rovině, zvlášť pro prostor všech funkcí apod., protože každá z těchto množin tvoří lineární prostor. Totéž platí pro další matematické struktury, například grupy, uspořádané množiny, svazy apod.
Používá se též synonymum abstraktní struktura, které zdůrazňuje kontrast mezi konkrétními matematickými objekty (nějaká věta může něco tvrdit o přímkách, jiná o funkcích na reálných číslech...) a obecnými strukturami: grupou je každá množina s operacemi, která splňuje definici grupy. Vektorovým prostorem je každá struktura splňující dané axiomy, ať jsou to čísla, matice, polynomy, konečné či nekonečné posloupnosti, funkce, funkcionály atd.
Teorie kategorií zkoumá, co mají společného různé matematické struktury, tj. např. podobnost mezi grupami, lineárními prostory a grafy: u všech lze vytvořit direktní součin, což vystihuje kategoriální pojem produkt.

## Neformální úvod
Příkladem matematické struktury je monoid, který je definován jako množina M s binární operací {\displaystyle \circ }, která:
- je asociativní, tj. pro každé {\displaystyle x,y,z\in M} platí {\displaystyle (x\circ y)\circ z=x\circ (y\circ z)}, pro jednoduchost lze tedy používat zápis {\displaystyle x\circ y\circ z}
- má neutrální prvek {\displaystyle e} takový, že {\displaystyle x\in M} platí {\displaystyle x\circ e=x} a {\displaystyle e\circ x=x}

Příkladem monoidu je
- množina celých čísel se sčítáním
- množina všech lichých čísel s násobením
- množina všech čtvercových matic velikosti 4 (nebo kterékoli jiné) s maticovým násobením
- a množina všech permutací na jakékoli množině s operací skládání zobrazení.

Příklad struktur, které nejsou monoidy:
- množina kladných reálných čísel s dělením (není asociativní)
- celá čísla od 1 do 10 se sčítáním (výsledek operace někdy neleží v dané množině, například 9+2= 11)
- celá čísla s operací dělení (není asociativní a dělení nulou není definováno)
- celá kladná čísla se sčítáním (nemá neutrální prvek)

## Značení
Definici monoidu tedy splňují množiny s mnoha různými operacemi. Proto se operace často značí symbolem {\displaystyle \circ }, který běžně neoznačuje žádnou konkrétní operaci, aby se zdůraznilo, že tyto vztahy platí ve všech monoidech s různými operacemi.
U monoidů se ovšem operace často značí symbolem + nebo ., které běžně označují sčítání nebo násobení. Toto se používá proto, že nejtypičtější monoidy pracují právě s těmito operacemi, a používá se to i když mluvíme o vztazích, které platí v každém monoidu.

## Význam abstraktních struktur
Hlavním přínosem abstraktních struktur je to, že
- umožňují jednotně pracovat s navzájem velmi odlišnými množinami
- umožňují studovat společné vlastnosti těchto různých množin
- zefektivňují dokazování, neboť dokážeme-li, že něco platí v každé grupě, nemusíme to již znovu ověřovat v grupě funkcí, grupě permutací, grupě transformací atd.

Studium abstraktních struktur často přináší cenné poznatky o konkrétních objektech, které bychom pouhým studiem odhalili jen obtížně. Příklad:
- Matematik si všimne společných vlastností dvourozměrného prostoru, třírozměrného prostoru a množiny všech integrovatelných funkcí (což jsou všechno konkrétní matematické objekty). Z těchto vlastností vybere některé vhodné a pomocí jich definuje abstraktní pojem Lineární vektorový prostor (LVP).
- Vědecká komunita zkoumá různé věty platné v Euklidovském prostoru, zda je lze dokázat s využitím jen těch vlastností Euklidovského prostoru, které jsou obsaženy v definici LVP. Pokud takový důkaz existuje, věta platí pro každý LVP a není třeba ji ověřovat zvlášť pro funkce, zvlášť pro matice apod.
- Různé příklady konkrétních LVP přitom poskytují cenné vodítko (co by asi mohlo platit) a protipříklady (například prostor integrovatelných funkcí je protipříkladem k případné hypotéze, že každý LVP má konečnou bázi).
- Takto může někdo například zobecnit algoritmus založený na metodě nejmenších čtverců, který umožňuje k bodu v LVP najít nejlepší aproximaci v daném podprostoru (například chceme-li bod mimo rovinu aproximovat bodem v této rovině, nejlepší aproximací je kolmý průmět). Může se stát, že by nikoho nenapadlo tuto konstrukci provést s funkcemi, ale někoho napadne ověřit, zda ten algoritmus neplatí v každém LVP. V tomto případě je odpověď kladná. Tento algoritmus je principem Fourierovy transformace, která umožňuje například záznam hudby velmi efektivně aproximovat součtem několika funkcí sinus a kosinus. Výsledkem je formát pro ukládání hudby, který za cenu nepatrné ztráty kvality dosáhne velkého snížení datového objemu oproti pravidelnému vzorkování.
- Takto studium abstraktních struktur přineslo konkrétní užitečný výsledek.

## Formální zápis
Vlastnosti matematické struktury záleží na nosné množině i na operacích. Aby bylo možno o obou těchto objektech mluvit zároveň, definují se matematické struktury formálně jako uspořádané n-tice, z nichž první prvek se nazývá nosná množina. Například monoid je definován
- buď jako uspořádaná dvojice {\displaystyle (M,\circ )}, kde M je množina, {\displaystyle \circ } je asociativní binární operace na M s neutrálním prvkem
- nebo jako uspořádaná trojice {\displaystyle (M,\circ ,e)}, kde M je množina, {\displaystyle \circ } je asociativní binární operace na M s neutrálním prvkem {\displaystyle e}
- nebo v univerzální algebře jako uspořádaná dvojice {\displaystyle (M,\omega )}, kde {\displaystyle \omega } přiřadí symbolu {\displaystyle \circ } binární operaci na {\displaystyle M} a symbolu {\displaystyle e} nulární operaci, tj. konstantu.

Díky tomuto zápisu lze například tvrdit, že nějaký monoid je izomorfní s monoidem reálných čísel s násobením {\displaystyle (\mathbb {R} ,.)}, ale nikoli s monoidem reálných čísel se sčítáním {\displaystyle (\mathbb {R} ,+)} ani s monoidem celých čísel s násobením {\displaystyle (\mathbb {Z} ,.)}. Bez formalismu s uspořádanými n-ticemi by podobné vztahy šlo vyjádřit jen složitě a těžkopádně. 
(Že první dva monoidy nejsou navzájem izomorfní, to plyne z toho, že každý prvek {\displaystyle (\mathbb {R} ,+)} má inverzní prvek, zatímco v {\displaystyle (\mathbb {R} ,.)} jej nula nemá. A poslední má dokonce jinou mohutnost - je spočetná.)

## Přehled matematických struktur

### Relační struktury
Relační struktura je matematická struktura, která kromě nosné množiny obsahuje jednu či více relací (které mohou mít libovolnou, i navzájem různou aritu). Příkladem relační struktury jsou orientované grafy a uspořádané množiny (včetně jejich speciálních případů, množin uspořádaných lineárně nebo dobře).

### Grafy
Zatímco orientované grafy je možné pokládat za druh relační struktury, neorientované grafy do této kategorie nespadají. Grafy mají mnoho aplikací mj. v informatice a plánování.

### Unitární a metrické prostory
Na široké třídě množin lze zavést tzv. metriku, která jim přiřadí analogii vzdálenosti. Pak hovoříme o metrických prostorech. To umožňuje zobecnit mnoho pojmů (jako je konvergence posloupnosti nebo úplnost) z reálných čísel na mnoho dalších objektů, například na množiny funkcí.
Má-li metrický prostor zároveň strukturu lineárního prostoru a tyto dvě struktury navzájem splňují přirozené vztahy (například vzdálenost k-násobku vektoru v od počátku je k-násobek vzdálenosti v od počátku), pak hovoříme o normovaném prostoru.
Některé normované prostory mají tu vlastnost, že jejich norma je indukovaná nějakým skalárním součinem. Unitárním prostorem neboli prostorem se skalárním součinem rozumíme každý lineární prostor se zobrazením, které dvojici vektorů přiřadí reálné číslo a splňuje některé axiomy, které zajišťují analogii se skalárním součinem v běžném prostoru.
Unitární a normované prostory mají mnoho využití ve funkcionální analýze, neboť umožňují na funkce aplikovat pojmy známe z běžného prostoru (např. konvergence posloupnosti funkcí k nějaké funkci, nebo spojitost zobrazení z prostoru funkcí do reálných čísel).
Tyto tři matematické struktury nespadají pod algebraické ani relační struktury, neboť obsahují zobrazení do množiny reálných čísel (unitární prostory jsou často zobecněny na komplexní čísla).

### Topologické prostory
Tak jako každý unitární prostor je normovaný prostorem a každý normovaný prostor je metrickým prostorem (neboť norma dává návod, jak definovat metriku), je každý metrický prostor zároveň topologickým prostorem. Topologie umožňuje mnoho vlastností (jako je uzavřenost množiny a spojitost zobrazení) definovat na velmi široké skupině množin, včetně některých, na kterých nelze přirozeným ani užitečným způsobem zavést metriku (například ordinální čísla).
Topologie zkoumá tvar objektů bez přihlédnutí ke vzdálenostem. Například písmena K a I jsou topologicky shodná, pokud je chápeme jako dvojrozměrné útvary (tužka kreslí čáru o nenulové tloušťce), protože písmeno I vyrobené z velmi pružné gumy lze vytvarovat v K (a také v C,E,F,G,J,L atd.). Písmeno O je topologicky shodné s A,D,P, zatímco písmeno B je topologicky shodné s číslicí 8.
Pokud písmena chápeme jako křivku ve dvourozměrném prostoru (jako tužka kreslící úsečky o nulové tloušťce), pak písmena E a T (bez patiček) jsou topologicky shodná navzájem, ale liší se od K, neboť K má bod, ze kterého "vyhýbají" čtyři křivky (je jedno, zda jsou to úsečky nebo křivé čáry), zatímco E takový bod nemá.
Topologický prostor je dvojice (A,S), kde S je množina takových podmnožina A, které považujeme za otevřené. Proto jsou příkladem struktury, která nespadá do kategorie algebraických ani relačních struktur.